# Tour romane de Pont-de-Loup
La tour romane de Pont-de-Loup est un vestige de l'ancienne église romane de Pont-de-Loup, section de la commune belge d'Aiseau-Presles, dans l'est de la province de Hainaut.

## Localisation
La tour romane de Pont-de-Loup se dresse, solitaire, dans un cimetière abritant de nombreuses tombes de mineurs situé au bord de la Sambre à l'intersection de la rue de la Sambre et de la rue de la Tour, où elle offre un contraste saisissant avec l'incinérateur et les usines des alentours.

## Histoire
La tour romane de Pont-de-Loup est le clocher de l'ancienne église paroissiale Saint-Clet qui dépendait du chapitre de la cathédrale Notre-Dame-et-Saint-Lambert de Liège. 
Cette église romane, élevée à la fin du XIIe siècle ou au début du XIIIe siècle, fut remplacée par une église gothique au XVIe siècle.
La nef de l'église fut restaurée à plusieurs reprises durant le XVIIIe siècle avant d'être détruite en 1861.
Elle fait l'objet d'un classement au titre des monuments historiques depuis le 26 mars 1992 sous la référence 52074-CLT-0003-01.

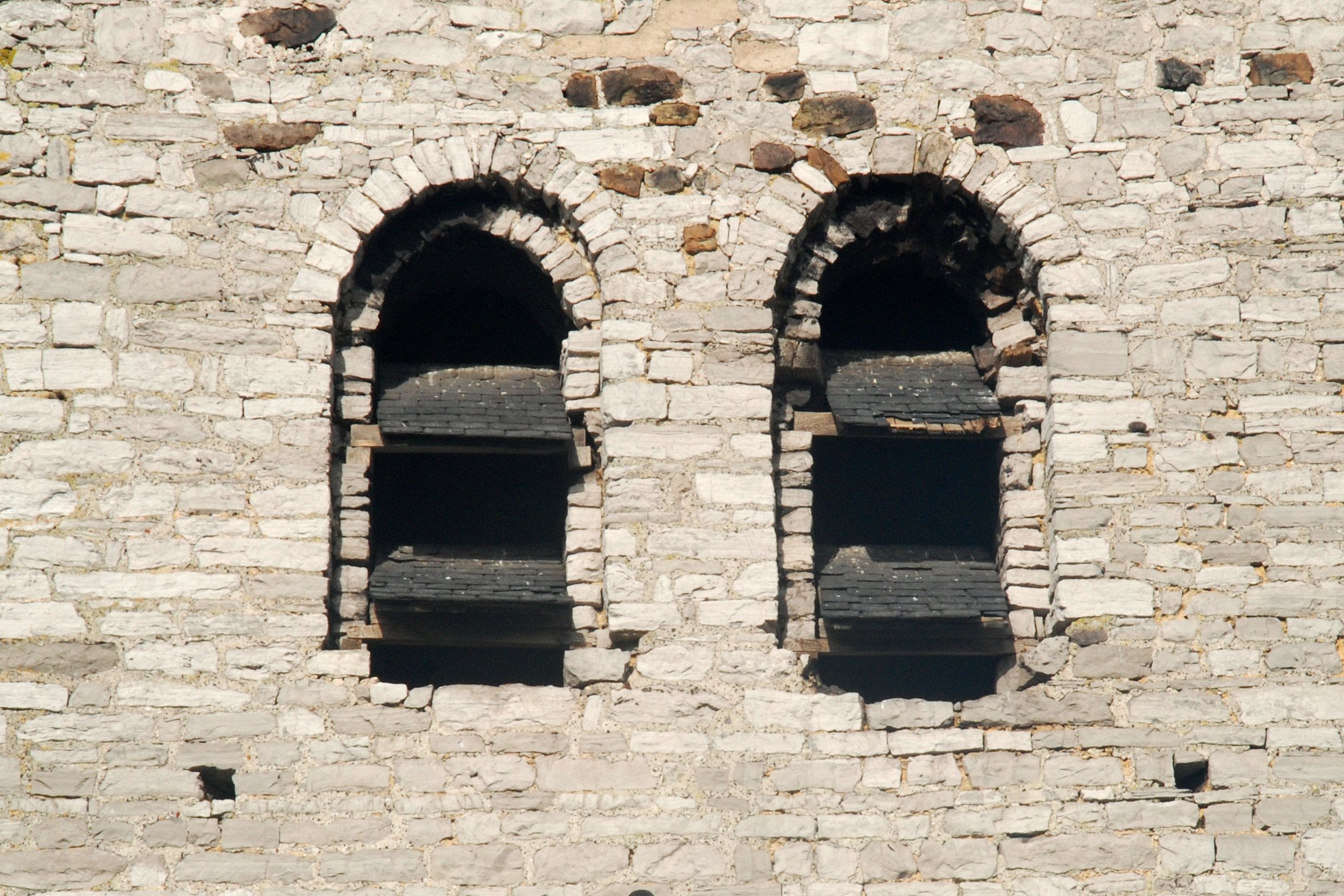
Baies à double rouleau du dernier étage de la tour.

## Architecture
Au rez-de-chaussée, la tour présente au sud une porte ajoutée au XIXe siècle, composée d'un encadrement mouluré et d'un linteau en bâtière réalisés en pierre bleue.
Plus haut, la maçonnerie des faces nord, sud et ouest est percée de meurtrières surmontées d'un petit linteau triangulaire.
Au sommet, enfin, chaque face est percée d'une paire de baies campanaires à double rouleau équipées d'abat-sons.
|  |  |